# 觀念藝術

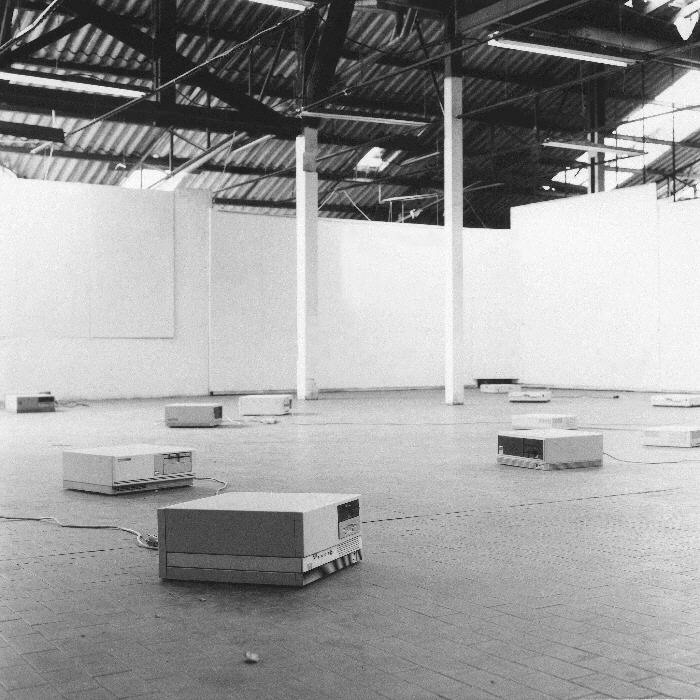
Maurizio Bolognini裝置藝術作品-程式化機器

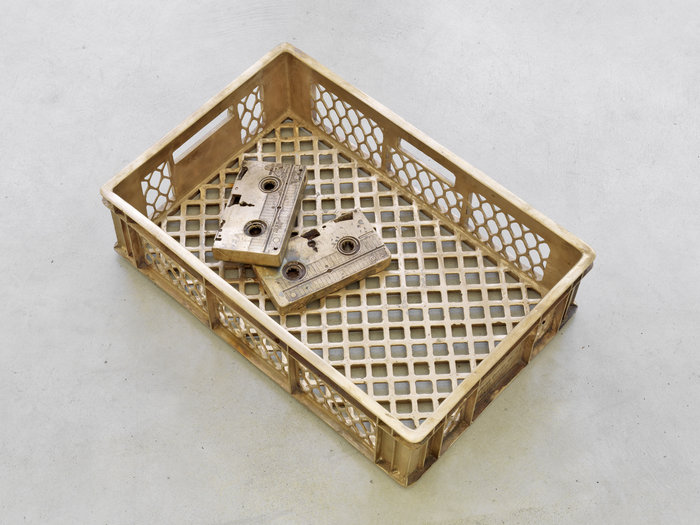
Joep van Liefland作品

觀念藝術（英語：Conceptual art）發生於1960年代的美國，不但已經在美术或視覺藝術領域中佔一席之地，也對當代藝術教育及其他藝術相關活動產生啟發性影響。觀念藝術是藝術的一種，主張作品所牽涉的意念比當中的物質性甚至傳統美學更為重要。部分人反對觀念藝術，當中的代表者為反觀念藝術主義者。

## 理論
觀念藝術作品重要的部分是其概念，而有形的表現並不重要。藝術家索爾·勒維特曾有過著名的論斷：「觀念是創造藝術作品的機器」；這標誌了工業化最繁盛時期的手工藝貶值，以及訊息作為生產手段的時代的到來。

## 历史
“观念艺术”这个术语最早松散地隶属于激浪派作家和音乐家亨利·弗林特，他在1961年写道：这类艺术的素材就是“观念”，就像声音是音乐的素材一样。1968年，随着艺术与语言 (Art & Language)小组艺术家所出版的《Art-Language》杂志第一期的出版，“观念艺术”这个术语被真正确立起来。

## 評論
台灣的藝評家高千惠表示，儘管遠溯到古文化，可以找到觀念藝術所欲探討和發現的哲學空間，但藝術被視為一門自然科學和社會科學的哲學問題來研究，還是在19世紀後期印象派畫家崛興之後，而在這之前，有關現代性的思潮則已間接地影響藝術的發展了。事實上，藝術的觀念發展與現代性的發展極為貼近。在時間點上，如何界定現代性之浮潛，亦可以用來界定觀念藝術潛出的歷史背景。從現代性的發展角度看，藝術的觀念衍變，一樣可以分為：古代、中古代、前現代、現代、後現代等時期。這樣的分法，是以社會思想條件來看觀念藝術的潛出，而每個前期階段，其歷史和生活型態，也都提供了藝術的觀念發展條件。

## 代表人物與作品
- 艺术与语言 (Art & Language)
- 约瑟夫·科苏斯 (Joseph Kosuth)《One and Three Chair》
- 布鲁斯·瑙曼
- 所羅門·索爾·勒維特（Solomon Sol LeWitt)
- 漢斯·哈克(Hans Haacke)